# Benoît-Joseph Marsollier
Benoît-Joseph Marsollier, seigneur des Vivetières, est un auteur dramatique et librettiste d’opéras-comiques français né en 1750 à Paris et mort le 22 avril 1817 à Versailles.

## Biographie
Selon son baptistaire du 17 janvier 1750 à l’église de Saint-Eustache à Paris, il est noble de naissance par son père, Benoît Marsollier « écuyer, Secrétaire Conseiller du Roy, Maison et Couronne de France et de ses finances ». Sa mère est Anne Marie Jeanne André de Durville. Il ne se marie pas et n’a pas de descendance.
Parfois il emprunte le pseudonyme de « Chevalier Du Grand Nez » comme lors de la publication du Connoisseur.
Surtout connu comme fécond librettiste d’opéras-comiques, dont la musique fut composée par Gaveaux, Méhul et surtout Nicolas Dalayrac, Marsollier fit représenter sur les théâtres Feydeau et Favart la plupart d’entre eux.
Selon Gustave Vapereau qui précise prendre à son compte l’analyse de Rabbe : « Le style de ses pièces est négligé, mais naturel : l’intrigue en est généralement bien conduite. On y trouve de jolies scènes, de l’esprit, de la délicatesse et du sentiment uni au comique. ».
En 1810, le F∴ Moulon de La Chesnaye, ex-vénérable de la Loge Les Neuf Sœurs, dans son éloge funèbre à Dalayrac indique que Marsollier est franc-maçon.
En 1814, sous Louis XVIII, il devient membre de la Légion d'honneur,.
Il meurt, le 22 novembre 1817 à son domicile à Versailles et repose au cimetière Saint-Louis de Versailles.
Sa nièce, Anne-Marie de Montgeroult, comtesse d'Hautpoul, publie en 1825 les Œuvres choisies de Marsollier.

## Spéléologie
Benoît-Joseph Marsollier des Vivetières est le premier explorateur qui emmène une expédition à la baume des Fées ou grotte des Demoiselles, les 7 juin 1780 puis 15 juillet 1780.
La découverte, s’effectue en deux étapes. La première, le mercredi 7 juin 1780, comprend huit personnes et faute de moyens s’avère incomplète. En effet Marsollier se décrit coincé pendant un quart d’heure sur une mauvaise échelle de cordes et rapidement à bout de force. Cette frayeur incite le groupe à rebrousser chemin.
 
Les protagonistes organisent alors une seconde expédition, le samedi 15 juillet 1780, avec une vingtaine de personnes constitués d'érudits, de leurs domestiques et d'habitants locaux. Les passages sont équipés pendant quarante-huit heures. Non sans quelques acrobaties, plusieurs salles sont découvertes et « Chaque pas attiroit un nouvel éloge. ». Par exemple une salle est décrite « grande comme la moitié de Ganges ; nos yeux ne pouvoient en mesurer l’élévation, ni la profondeur. ». Le contenant qui associe stalactites, stalagmites et de nombreux composés géologiques aux formes diverses fascine le groupe. Il est même retrouvé une tête de mort que les participants pensent charriée par les eaux. Au terme d'un séjour de dix heures, l’expédition fait « un procès-verbal de notre descente et les moyens employés pour y parvenir, nous le mîmes dans une bouteille bien scellée, [...] une boite de fer blanc contint nos noms, [...] nous attachâmes une plaque de plomb où nos noms sont inscrits. ».
Marsollier fait une communication à l’Académie de Lyon à propos de cette exploration. Elle l'accueille de « manière flatteuse » ce qui incite son auteur à la faire imprimer en 1785.

## Œuvres
- Le Danger de la prévention, comédie en trois actes et en prose, créée à la Comédie-Italienne (hôtel de Bourgogne) le 28 mai 1761
- Jenni, ou le Désintéressement, drame de société en deux actes et en prose (Nancy, J. B. Hyacinthe, 1771)  lire en ligne
- Le Connoisseur, comédie de société, en trois actes et en prose, par M. le Chevalier D. G. N. auteur du drame de Jenni, (Paris, Valade, 1771) lire en ligne,[N 4]
- Norac et Javolci, drame en trois actes et en prose créé en 1771 à l'hôtel de Conti à Versailles (Lyon, 1785) lire en ligne
- Le Parti sage, proverbe dramatique en un acte et en prose créé à La Haye le 29 juin 1771 (Londres, 1785)
- Richard et Sara (Paris, Valade, 1772)
- Le Trompeur, trompé, ou À bon chat, bon rat, comédie de société en un acte et en prose créée à Paris en 1772 (Paris, Valade, 1772)
- Le Bal masqué, opéra-comique en un acte, musique de François-Joseph Darcis, créé au château de Versailles le 31 mars 1772 (Paris, Vente, 1772) lire en ligne
- Georges et Molly, drame en trois actes et en prose mêlé d’ariettes, tiré de L’Orpheline anglaise créé à l'hôtel de Bourgogne le 17 septembre 1772 (Paris, Valade, 1774)
- La Fausse Peur, comédie en un acte et en prose mêlée d’ariettes, musique de François-Joseph Darcis, créée à l'hôtel de Bourgogne le 18 juillet 1774 (Paris, Valade, 1774) lire en ligne
- La Fausse Délicatesse, comédie en trois actes et en prose mêlée d’ariettes, musique de Philipp Joseph Hinner[N 5], créée au château de Fontainebleau le 18 octobre 1776 (Paris, Duchesne, 1776)
- Le Vieillard crédule, proverbe en un acte et en prose, créé au théâtre des Petits-Comédiens du bois de Boulogne le 14 août 1779
- Beaumarchais à Madrid, comédie en trois actes et en prose, créée à Lyon en 1780 lire en ligne
- L’Officieux, comédie en trois actes et en prose en collaboration avec Adrien Nicolas Piédefer de La Salle d’Offémont, créée à l'hôtel de Bourgogne le 18 août 1780 (Paris, Pierre Didot, 1780)
- Le Vaporeux, comédie en deux actes et en prose, créée à l'hôtel de Bourgogne le 3 mai 1782 (Paris, Brunet, 1782)
- Les Deux Aveugles de Bagdad, comédie en deux actes et en prose mêlée d’ariettes, créée à l'hôtel de Bourgogne le 9 septembre 1782
- Philips et Sara, petite pièce en un acte et en vers créée au théâtre de l'Ambigu-Comique le 16 janvier 1783 (Paris, Delavigne, 1783)
- Céphise, ou L’Erreur de l’esprit, comédie en deux actes et en prose créée à l'Opéra-Comique (salle Favart) le 28 janvier 1783 (Paris, Barba, 1797)
- La Confiance trahie, comédie en un acte et en prose, en collaboration avec Arthur Murphy, créée à Lyon le 28 février 1784 (Paris, Brunet, 1784)
- Les Billets nuls, ou les Deux Billets, comédie en un acte et en prose, créée au théâtre des Variétés-Amusantes le 17 mai 1784
- L'entente est au diseur, « proverbe » en un acte et en prose, créé à l'Ambigu-Comique en décembre 1784
- Théodore ou le Bonheur inattendu, comédie en trois actes et en prose mêlée d’ariettes, créée au château de Fontainebleau le 4 mars 1785
- Blaise et Babet, comédie en prose, créée à Lyon en 1785
- Nina ou la Folle par amour, comédie en un acte en prose mêlée d’ariettes, musique de Nicolas Dalayrac, créée salle Favart le 15 mai 1786 (Paris, Brunet, 1786)[N 6]lire en ligne
- Les Deux Petits Savoyards, comédie en un acte mêlée d’ariettes, musique de Nicolas Dalayrac, créée salle Favart le 14 janvier 1789 (Paris, Brunet, 1789)
- Camille, ou le Souterrain, drame lyrique en trois actes et en prose, musique de Nicolas Dalayrac, créée salle Favart le 19 mars 1791 (Paris, Brunet, 1791) lire en ligne
- Le Chevalier de la Barre, comédie en un acte et en prose, créée salle Favart le 6 juillet 1791
- Asgill ou le Prisonnier de guerre, drame en un acte et en prose, musique de Nicolas Dalayrac, Paris, salle Favart, créé le 13 floréal an I
- Les Détenus, ou, Cange, commissionnaire de Lazare, « fait historique » en un acte et en prose mêlé d’ariettes, musique de Nicolas Dalayrac, créé salle Favart le 28 brumaire an III (Paris, Maradan, 1794) lire en ligne
- Arnill, ou le Prisonnier américain, (même œuvre qu'Asgill mais changement de titre à la reprise) comédie en un acte et en prose, musique de Nicolas Dalayrac, créée salle Favart le 19 ventôse an III (Paris, Barba, 1797) lire en ligne
- La Pauvre Femme, comédie en un acte et en prose mêlée d'ariettes, musique de Nicolas Dalayrac, créée salle Favart le 19 germinal an III (Paris, Barba, 1796) lire en ligne
- Adèle et Dorsan, drame lyrique en trois actes et en prose, mêlé d’ariettes, musique de Nicolas Dalayrac, créé salle Favart le 8 floréal an III-27 avril 1795 (Paris, Libraire du Théâtre de l’Opéra-Comique, 1796)
- Marianne, ou l'Amour maternel, comédie en un acte et en prose mêlée d’ariettes, musique de Nicolas Dalayrac, créée salle Favart le 19 messidor an IV (Paris, Chaigneau, 1796)
- La Maison isolée, ou le Vieillard des Vosges, fait historique en deux actes et en prose mêlée d’ariettes, musique de Nicolas Dalayrac, créé salle Favart le 22 floréal an V (Paris, Barba, 1797) lire en ligne
- La Leçon, ou la Tasse de glace, comédie en un acte et en prose mêlée d’ariettes, musique de Nicolas Dalayrac, créée au théâtre Feydeau le 5 prairial an V (Paris, Huet, 1797)
- Le Traité nul, comédie en un acte et en prose mêlée d’ariettes, musique de Pierre Gaveaux créée au théâtre Feydeau le 5 messidor an V/23 juin 1797 (Paris, Huet, 1797) lire en ligne
- Gulnare, ou l’Esclave persane, comédie en un acte et en prose mêlée d’ariettes, musique de Nicolas Dalayrac, créée salle Favart le  10 nivôse an VI (Paris, Barba, 1798)
- Alexis ou l'Erreur d’un bon père, comédie en un acte et en prose mêlée d’ariettes, musique de Nicolas Dalayrac, créée au théâtre Feydeau le 5 pluviôse an VI (Paris, Barba, 1798) lire en ligne
- La Mort du colonel Mauduit, ou les Anarchistes au Port-au-Prince, fait historique en un acte et en prose (Paris, Cailleau, 1799)
- Adolphe et Clara, ou les Deux Prisonniers, comédie en un acte et en prose mêlée d’ariettes, musique de Nicolas Dalayrac, créée salle Favart le 22 pluviôse an VII (Paris, Au bureau-général du Mercure de France, chez Cailleau, imprimeur-libraire, 1799) lire en ligne
- Roger ou le Page, comédie en trois actes et en prose, en collaboration avec Edmond de Favières, musique de Nicolas Dalayrac, créée salle Favart le 20 ventôse an VII
- Laure ou l'Actrice chez elle, comédie en un acte, musique de Nicolas Dalayrac, créé salle Favart le 3 vendémiaire an VIII
- Emma, ou le Soupçon, opéra en trois actes, créé au théâtre Feydeau le 15 octobre 1799
- Le Rocher de Leucade, comédie en un acte et en prose mêlée d’ariettes, musique de Nicolas Dalayrac, créée le 25 pluviôse an VIII à l'Opéra-Comique (salle Favart)
- Une matinée de Catinat, ou le Tableau, opéra en un acte et en prose, musique de Nicolas Dalayrac, créé à l'Opéra-Comique (théâtre Feydeau) le 7 vendémiaire an IX (Paris, André, 1801)
- Le Joueur d’échecs, vaudeville en un acte créé au théâtre Montansier le 13 vendémiaire an IX/5 octobre 1800 (Paris, Madame Masson, 1801)
- L’Irato, ou l’Emporté, comédie-parade en un acte mêlée d’ariettes, musique d'Étienne-Nicolas Méhul, créée salle Favart le 29 pluviôse an IX/18 février 1801 (Paris, Masson, 1801)
- Léhéman, ou la Tour de Newstadt, drame lyrique en trois actes et en prose, musique de Nicolas Dalayrac, créé au théâtre Feydeau le 21 frimaire an X (Paris, Masson, 1801)
- Le Concert interrompu, opéra-comique en un acte en collaboration avec Edmond de Favières, musique de Henri-Montan Berton, créé au théâtre Feydeau le 31 mai 1802 (Paris, Masson, 1802)
- Joanna, opéra-comique en deux actes, musique d'Étienne-Nicolas Méhul, créé au théâtre Feydeau le 2 frimaire an XI/23 novembre 1802 (Paris, Masson, 1803)
- Léonce, ou le Fils adoptif, opéra-comique en deux actes et en prose mêlée de musique, musique de Nicolas Isouard créé au théâtre Feydeau le 18 novembre 1805
- Les Deux Aveugles de Tolède, opéra-comique en un acte et en prose[N 7], musique d'Étienne-Nicolas Méhul, créé au théâtre Feydeau le 28 janvier 1806 (Paris, Masson, 1806)
- Deux mots, ou Une nuit dans la forêt, comédie en un acte et en prose, musique de Nicolas Dalayrac, créée au théâtre Feydeau le 9 juin 1806 (Paris, Masson, 1806) lire en ligne
- Jean de Paris, mélodrame à grand spectacle en trois actes et en prose, créée au théâtre de la Porte-Saint-Martin le 26 février 1807 (Paris, Barba, 1807)
- Élise-Hortense, ou les Souvenirs de l’enfance, comédie en un acte mêlée d’ariettes, musique de Nicolas Dalayrac, créée au théâtre Feydeau le 26 septembre 1809 (Paris, Masson, 1809)
- Edmond et Caroline, ou la Lettre et la Réponse, comédie en un acte et en prose mêlée d’ariettes, musique de Frédéric Kreubé, créée au théâtre Feydeau le 5 août 1819 (Paris, J.-N. Barba, 1819)

## Hommages

### Voie
En 1826, une rue est ouverte à Paris en même temps que la rue Dalayrac comme rue de pourtour du théâtre Ventadour. La salle est construite cette année sur l'emplacement de l'Hôtel de Lionne pour y recevoir la troupe de l’Opéra-comique. Située dans le second arrondissement, elle reçoit en 1829 le nom du librettiste Marsollier. La salle Ventadour abrite désormais un des restaurants et une des salles de sports de la Banque de France.

## Héraldique
Son blason est : « De gueules à la bande fuselée d’argent, au chef du même. ».